# Vefsn
Vefsn é uma comuna da Noruega, com 1 894 km² de área e 13 473 habitantes (censo de 2004).         